# Goju Ryu

Kalligrafi med kanjitecknen Gō Jū Ryū

Gōjū Ryū (剛柔流) är en av de största karatestilarna från Okinawa. Gōjū uttalas med långa vokaler och är hämtat från en känd bok om stridskonst, Bubishi (Kinesiska: wu bei ji) Gōjū Ryū står således för "hårdmjuk stil/skola" vilket dels är en stridsprincip och stilen innehåller en kombination av "hårda" och "mjuka" tekniker. Go betyder hård, syftar på knutna handtekniker eller linjära rörelser. Ju som betyder mjuk, syftar på öppna handtekniker och cirkulära rörelser. 
I Gōjū Ryū läggs stort fokus på andningen i utförande av kata och många andra tekniker. Goju Ryu utövar olika typer av träning för att stärka kroppen och sinnet. Som stridskonst kombinerar stilen hårda slag och sparkar samt mjuka och öppna handtekniker för att anfalla, blockera och kontrollera motståndaren med hjälp av olika typer av grepp/lås, fall- och kasttekniker. Kännetecken och skillnad från andra stilar är användandet av redskap vid träning, så kallat hojo undo, för att förbättra olika tekniker. Men denna typ av träning utövas inte av alla Goju Ryu-klubbar på grund av olika orsaker såsom platsbrist eller kostnad. 
Stilens grundare är Chojun Miyagi och det finns miljoner utövare runt om i världen.

## Historia
Chojun Miyagi (1888–1953) är stilens grundare och den som namngav den 1930. Innan dess kallades stilen i folkmun för Naha-te. Gōjū Ryū som stil sträcker sig lång tillbaka i tiden. 
Miyagi började träna som 14-årig hos Higashionna Kanryō, (1853–1916) och tränade i 15 år till hans död 1916. Innan hade Miyagi börjat träna under Ryuko Aragaki vid 11 års ålder och det var genom Aragaki som han introducerades till Higashionna.

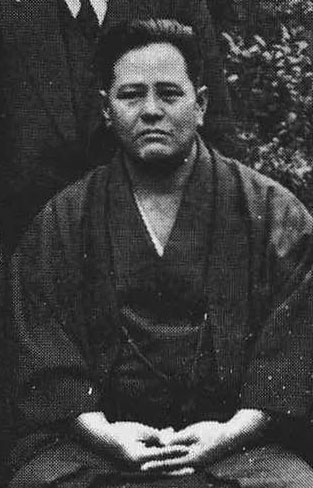
Chojun Miyagi

Mästare Higashionna hade studerat olika typer av stridskonster sedan barndomen, han studerade olika typer av kinesisk boxning och åkte även till Kina för att studera under olika mästare. 

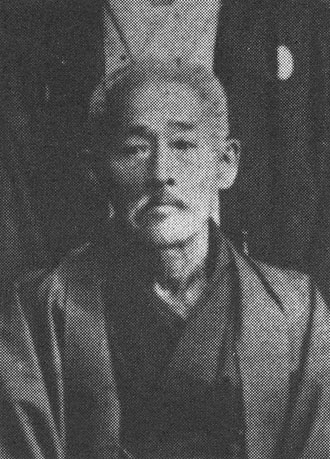
Higashionna Kanryō, tidigt 1900-tal

1877 började han träna under kung fumästaren Ryū Ryū Ko (även kallad Liu Liu Ko eller To Ru Ko; namnet är oklart.) 
En forskare vid namn Tokashiki Iken menar att det egentligen är Xie Zhongxiang, utövare av "Vita tranan Kung Fu" (engelska "Whooping Crane Kung Fu) som tränade flera studenter från Okinawa varav flera blev kända karatelegender.
Higashionna återvände 1882 till Okinawa och började lära ut en ny stil av kampkonst med utgångspunkt från den hybrid av olika kempō-varianter från Kina (Fuzhou) som Higashionna utövade och som utmärkte sig genom dess integration av gō-no (hård) och jū-no (mjuk). Higashionnas stil kallades för Naha-te. Emellertid anser Gojukai-historiker att Kinesisk Nanpa Shorin-ken var den kung fustil som influerade Goju ryu (1).
En av Goju ryu-stilens stora profiler Higaonna Morio menar att 1905 lärde Higashionna Kanryo sensei ut kampkonst på två sätt beroende på typen av student. Hemma lärde han ut Naha-te som kampkonst vars ultimata mål var att kunna döda motståndaren, medan i skolan Naha Commercial High School lärde han ut karate som en form av fysisk, intellektuell och moralisk träning. 
Higashionnas främste student var Chojun Miyagi och 1915 åkte Miyagi till Kina för att söka efter Higashionnas tränare. Ett år stannade Miyagi i Kina och tränade under flera mästare, men Higashionnas skola borta på grund av Boxarupproret 1900). Kort efter hemkomsten avled Higashionna. Många av Higashionnas studenter stannade kvar att träna med Miyagi.  
1929 träffades delegater från hela Japan i Kyoto för en stor japansk kampsportsdemonstration. Då Miyagi själv inte kunde närvara fick hans toppstudent Jinan Shinsato representera honom. När Shinsato fick frågan om vad stilen han tränade hette, improviserade han hanko-ryu ("halv-hårda stilen") för att inte skämmas då Miyagi ännu inte döpt stilen. Tillbaks i Okinawa rapporterade han händelsen till Chojun Miyagi som bestämde sig för namnet Gōjū-ryū ("hård mjuka stilen") för sin karatestil. Chojun Miyagi tog namnet från tredje versen i dikten Hakku Kenpo ("nävens åtta lagar") som beskriver de åtta lagar i stridskonsten. Dikten är del av Bubishi, en klassisk kinesisk text om stridskonst och medicin. Den tredje "lagen" i Kempō Hakku lyder: "Hō wa gōju tondo su" (sättet att andas in och ut är både hårt och mjukt).
Efter Chōjun Miyagi Senseis bortgång (1953) utsågs Eiichi Miyazato Sensei till hans efterträdare. Eiichi Miyazato Sensei fortsatte att undervisa i Chōjun Miyagi Senseis dōjō. 1957 grundades Jundōkan i Asato, Naha - Okinawa. 
Sedan dess har Goju Ryu spridits runt om i världen och är en av de största karatestilarna. 
Det finns idag flera stora organisationer i Goju Ryu.

## Filosofi
Miyagi menade att "det slutliga målet i karate-do var att bygga karaktär, övervinna mänskligt lidande och finna själslig frihet.
Därför var det viktigt enligt Miyagi att balansera träningen av självförsvar med "träning av sinnet eller att stärka de etiska reglerna/maximerna karate-do ni sente nashi ('i karate-do finns ingen första attack')"; han la också stort fokus på vikten av  "stärka intellektet före fysisk styrka".
Miyagi valde namnet Goju-ryu ("go"  "hård" och "ju"  "mjuk"), för att visa att hans stil integrerade både hårda och mjuka stilar. . Goju tillämpas inte bara i karate, utan även det allmänna livet; bara hårdhet eller bara mjukhet kan inte möjliggöra för en att på ett effektivt sätt hantera förändringarna i livet. När man blockerar är kroppen mjuk och inhalerar; när man slår är kroppen hård och exhalerar.

## Goju ryu kator
Gōjū-ryū har 12 centrala kata som är: 
- Sanchin
- Gekisai dai ichi & dai ni)
- Saifa,
- Seiyunchin
- Shisochin
- Sanseiru',
- Sepai
- Kururunfa
- Sesan
- Suparenpai
- Tensho.

Antalet kator och utövandet av dessa kan variera i detaljer beroende på klubb och organisation. 
Alla studenter antas kunna alla dessa kata samt bunkai till innan man når sandan. Sandan är den tionde och sista dangraden.

## Hojo Undo
Goju ryu lägger stor fokus på fysisk träning och koordination men även övningar som rör strid. Därför utövas ofta Hojo undo som är träningen med traditionella redskap som ska hjälpa en att förbättra slag, grepp, koordination, förflyttningar samt bygga upp muskler.  

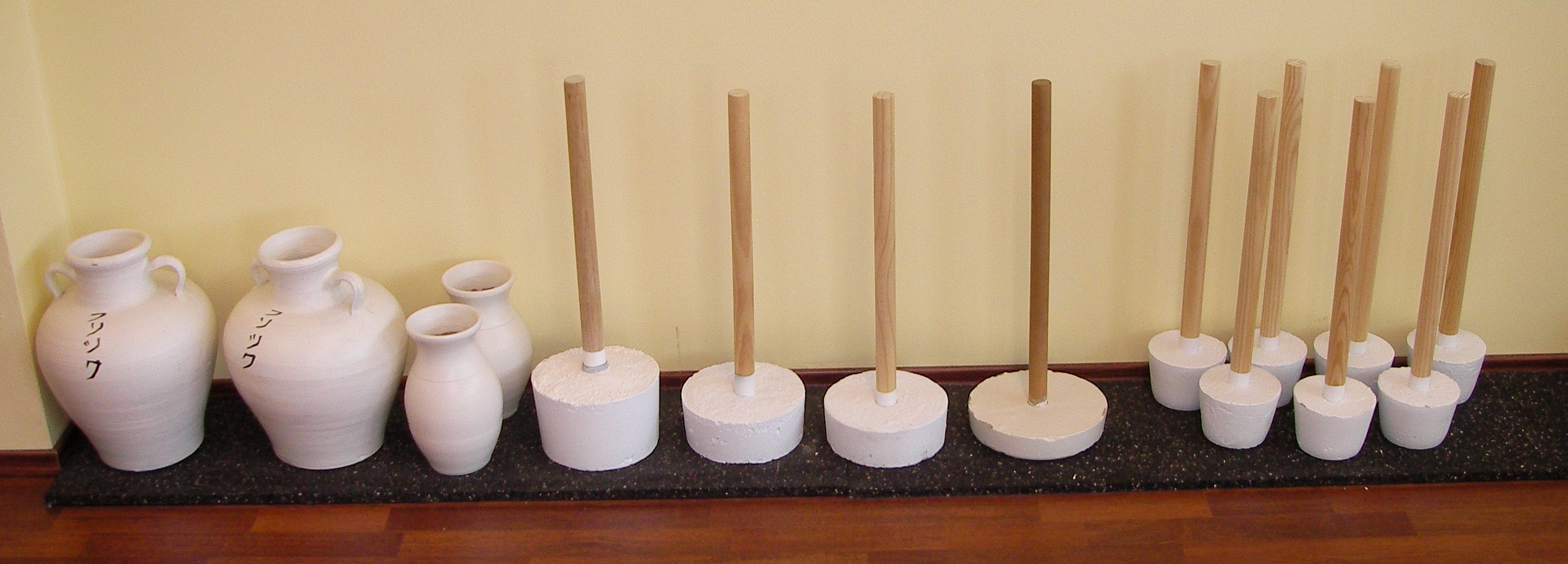
Några Nigiri game och Chi ishi

Vanliga redskap är:
- Chi Ishi
- Ishi sashi
- Makiage kigu
- Makiwara
- Nigiri game
- Tetsu geta
- Jari bako
- Kongoken
- Tou
- Tan

## Övrigt om Goju ryu
Karateutövare i Goju ryu som är mer traditionsbunden än andra karatestilar brukar inte delta i tävlingar jämfört med många andra stilar. 
Goju Kai karate-do utövar stilen Gōjū Ryū, och är en internationell organisation med namnet International Karate-do Gōju-kai Association, IKGA. Denna grundades av Gogen Yamaguchi (1909–1989).